# 김민형 (수학자)
김민형(金民衡, 1963년~)은 대한민국의 수학자이다.

## 학력
- 고등학교입학자격검정고시[1][2][3]
- 고등학교 졸업학력 검정고시
- 고려대학교 문과대학 철학과 중퇴[4]
- 서울대학교 자연과학대학 수학과 학사 졸업(1985)[5]
- 예일 대학교 수학과 박사 졸업(1990)

## 경력
- 메사추세츠 공과대학교 "C.L.E.무어 강사"(1990~93)
- 컬럼비아대학교, "조세프 리트 조교수"(1993~1995)
- 애리조나 대학교 조교수, 부교수, 교수(1995~2007)
- 고등과학원 교수(2001~2002)
- 퍼듀 대학교 교수(2005~2007)
- 유니버시티 칼리지 런던 순수수학 석좌교수(2007~2011)
- 포항공과대학교 연산석좌교수(2010~2013)[6]
- 옥스퍼드대학교 머튼 칼리지 선임 연구원이자 정수론 교수(2011~2020)
- 서울대학교 초빙 석좌교수(2013~현재)
- 워릭 대학교 대수학, 기하학, 대중의 수학 이해에 관한 "크리스토퍼 지먼 석좌 교수"(2020~2023)
- 에든버러 대학교 에드먼드 위터커 수리과학 석좌 교수 (2021~현재)
- 에든버러 국제 수리과학연구소장 (2021~현재)

## 수상
- 호암상(부문 : 과학상)(2012)[7]

## 저서
- 비아벨 기본군과 이와자와 이론(존 코츠, 플로리안 팝, 피터 슈나이더, 모하메드 사이디와 공동 편집/2012)[8]
- 소수 공상(2013)
- 아빠의 수학여행(2014)
- 보형 형식과 갈루아 표현 1,2권(페이맨 카사이, 프레드 다이아몬드와 공동 편집/2014)[9][10]
- 수학의 수학(김태경과 공저/2016)
- 수학이 필요한 순간(2018)
- 다시, 수학이 필요한 순간(2020)